# Sistema Zajarov-Schulman
En matemáticas, el sistema de Zajarov-Schulman es un sistema de ecuaciones diferenciales parciales no lineales introducidas en (Zajarov y Schulman, 1980) para describir las interacciones de ondas de alta frecuencia y baja amplitud con ondas acústicas. 
Las ecuaciones son:
{\displaystyle i\partial _{t}^{}u+L_{1}u=\phi u}
{\displaystyle L_{2}\phi =L_{3}(|u|^{2})}
Donde L1, L2, y L3, son operadores diferenciales de coeficiente constante.